# Aelurillus catherinae
Aelurillus catherinae är en spindelart som beskrevs av Prószynski 1999 [2000. Aelurillus catherinae ingår i släktet Aelurillus och familjen hoppspindlar. Inga underarter finns listade i Catalogue of Life.